# Čalonice
Zřícenina hradu Čalonice se nachází nad Dalešickou přehradou u obce Dalešice. Jeho zbytky jsou chráněny jako kulturní památka České republiky.

## Historie
Archeologický výzkum zařadil vznik hradu na konec 13. století. První písemné zmínky o Čalonicích spadají do období let 1364–1374, kdy je zmiňován Sezema z Čalonic z rodu pánů z Bukoviny. V roce 1392, kdy poprvé zmiňován přímo hrad, patřil Zikmundovi z Myslibořic. V průběhu 15. století se novým majitelem stal klášter v Dalešicích. Hrad zanikl kolem roku 1417, když byl během markraběcích válek dobyt a rozbořen.

## Podoba
Tvrz s nachází na skalnatém výběžku nad řekou Jihlavou, resp. nad Dalešickou přehradou. Do dnešních dnů se z hradu dochovaly zbytky čelní zdi paláce, ta je na některých místech vysoká přibližně 3 metry, zachovaly se také základy věže a hradeb. Ty byly objeveny při archeologických průzkumech. Půdorys tvrze je přibližně trojúhelníkového tvaru, čelní hradba byla silná přibližně 2 metry, na bocích se hradby zužovaly a sbíhaly do tehdejšího údolí. V hradbě byly proražena brána, ke které se přistupovalo po mostě přes 24 metrů široký příkop, jeho hloubka byla cca 7,5 metrů a byl vysekán do skalního podloží.
Za hradbami byla nad ostatní zástavbou vyvýšena hranolovitá věž s obdélníkovým půdorysem a rozměry 10 x 8,5 metrů. Ta byla pravděpodobně obytná, neboť obytné prostory se v jiných budovách nezachovaly. Další stavbou byla budova v prostoru za hradbami, na jihovýchodní části stála další stavba a v jižním nároží stála menší věž o rozměrech cca 4 x 4 metrů.
K tvrzi patřilo zřejmě ještě opevněné předhradí na skalním útesu východně od samotného tvrziště či aspoň dvůr, který je uváděn v písemných pramenech. Tyto místa jsou dnes zatopena přehradou. 

## Dostupnost
Kolem hradu nevede žádná značená turistická stezka. Nedaleko místa vede silnička od přístavu Dalešice a Stropešína a pokračující podél přehrady k Dalešicím.